# Livre de prières de Charles le Chauve
Le Livre de prières de Charles le Chauve est un manuscrit enluminé copié et enluminé à l'école du palais de Charles le Chauve, entre 846 et 869. Il s'agit du plus ancien livre de prières royal médiéval. Il est actuellement conservé dans le trésor des rois de Bavière au sein de la résidence de Munich.

## Historique
Le manuscrit est un livre de prières destiné à Charles II le Chauve, petit-fils de Charlemagne. Son nom est mentionné dès l'inscription en-tête de l'ouvrage (f.6v.). Il est mentionné dans le texte à la fois en tant que commanditaire et usager du manuscrit. Plusieurs indices permettent de donner une fourchette pour la date de réalisation de ce manuscrit. Il n'y est pas fait mention du fils de Charles le Chauve Louis II le Bègue né en 846 mais par contre c'est le cas de sa première femme Ermentrude d'Orléans, morte en 869. Le manuscrit a donc probablement été réalisé entre ces deux dates. Il appartient à un ensemble de livres réalisés au sein de la cour itinérante de Charles le Chauve.
Le manuscrit est mentionné par la suite dans les inventaires de la bibliothèque du Grossmünster de Zurich en Suisse. Après la dissolution de la collégiale à l'occasion de la réforme de 1525, le manuscrit est transféré à l'abbaye de Rheinau, toujours dans le Canton de Zurich. C'est là qu'il est repéré par Feliciano Ninguarda (it), évêque et nonce apostolique pour le sud de l'Allemagne à Ratisbonne. Ce dernier en fait réaliser une édition imprimée en 1583 à Ingolstadt. Il y signale alors qu'il est encore doté de sa couverture originale. L'édition est dédiée au prince Maximilien, alors fils de Guillaume V, duc de Bavière. C'est à cette occasion que le manuscrit intègre la bibliothèque du duc dans sa résidence de Munich tandis qu'un imprimé est laissé à l'abbaye. Le marchand et collectionneur augsbourgeois Philipp Hainhofer (en) le décrit à Munich en 1611. Un inventaire de la bibliothèque ducale daté de 1618 le signale encore une fois doté d'une couverture d'ivoire. Maximilien, une fois devenu duc de Bavière à son tour, fait intégrer l'ouvrage à sa galerie d'art personnelle qu'il a créé en 1607. Il est signalé dans l'inventaire de cette galerie vers 1635-1638 mais cette fois-ci avec une nouvelle reliure. C'est encore le cas en 1641. Après la fermeture de la galerie en 1730, le manuscrit intègre le trésor de la résidence de Munich. En 1938, il est transféré dans le trésor de la chapelle royale du château. Il est de nouveau présenté dans la Schatzkammer de la résidence de Munich où il est exposé fermé.

## Description

### Décorations
Il s'agit d'un manuscrit de petite taille (14,2 x 11,5 cm) de seulement 46 folios. Il contient les prières des heures, des pénitences, des psaumes ainsi que des prières adaptées à chaque circonstance de la vie du roi. Le texte est écrit à l'encre d'or, parfois sur un fond pourpre, décoré de lettrines ornées et entouré d'un cadre ornementé. Il ne contient qu'une seule grande page de lettrines d'incipit en débit d'ouvrage (f.7r) et seulement deux pages de miniatures figurées (f.38v-39r). Il s'agit sur la page de gauche d'une représentation de Charles le Chauve lui-même, agenouillé et vêtu d'un manteau de pourpre. La main droite dressée, il est en attitude de proskynèse, adorant la crucifixion du Christ représentée sur la page de droite. Il lui demande de l'aide comme l'indique l'inscription au-dessus du roi. Le Christ est lui-même représenté avec le serpent à ses pieds et surmonté de la main de Dieu, entourée du soleil et de la lune.

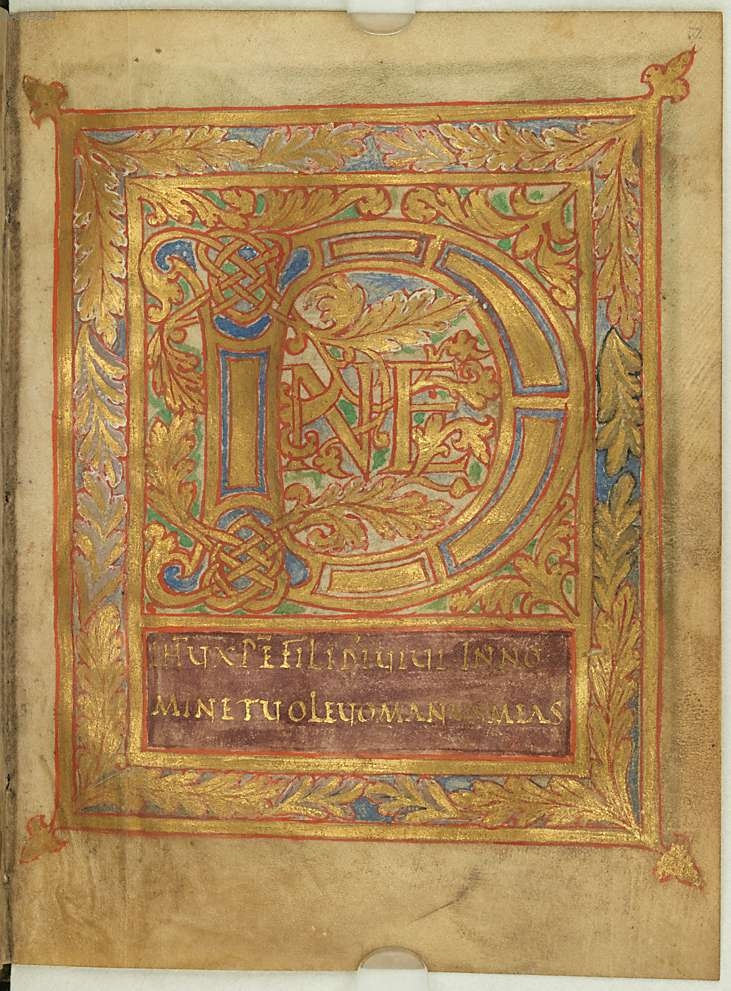
Incipit, f.7r.
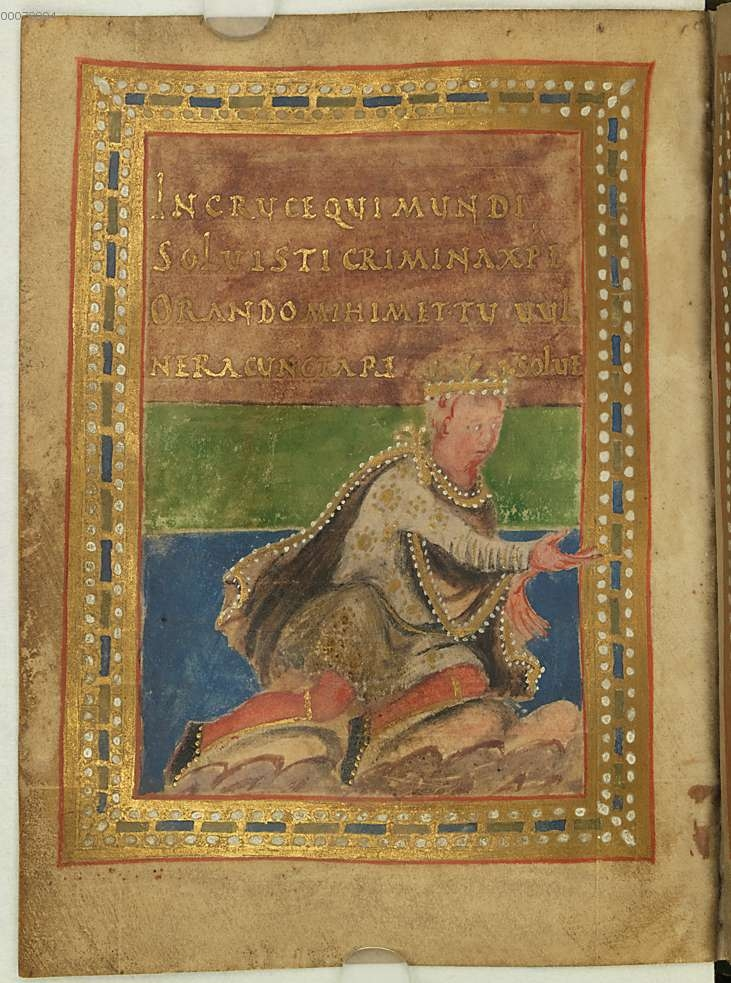
Charles le Chauve, f.38v.
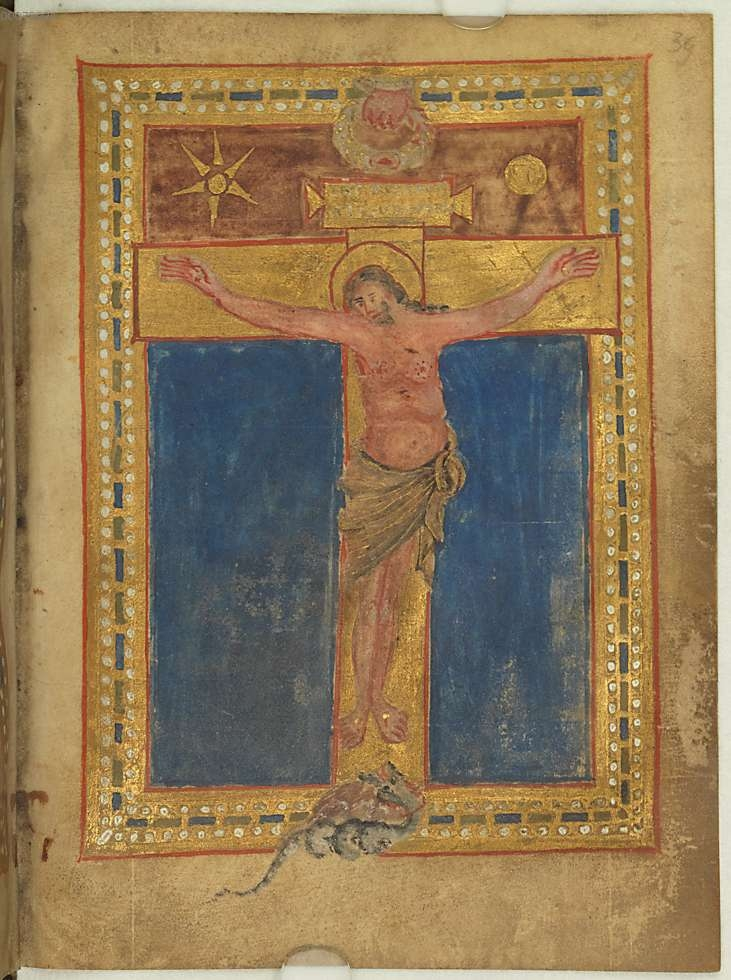
La Crucifixion, f.39r.

### Reliure
La reliure actuelle du manuscrit remonte au XVIIe siècle. La reliure originale a connu un parcours incertain après avoir été retirée du manuscrit. Deux plats de reliure actuellement conservés au musée national suisse à Zurich (LM 21825) pourrait correspondre, par leur dimension, au livre de prières. Il s'agit de deux plaques d'ivoire illustrant les psaumes 24 (25) et 26 (27), mais ces scènes ne correspondent pas tout à fait à la description donnée en 1583.